# Illinois Institute of Technology

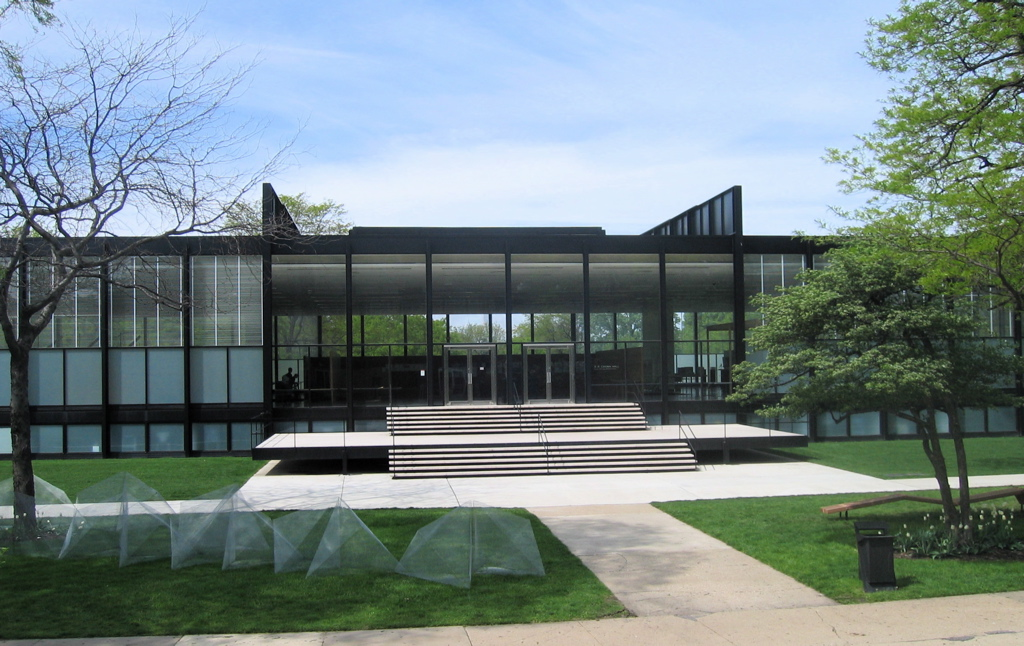
Hlavní budova IIT

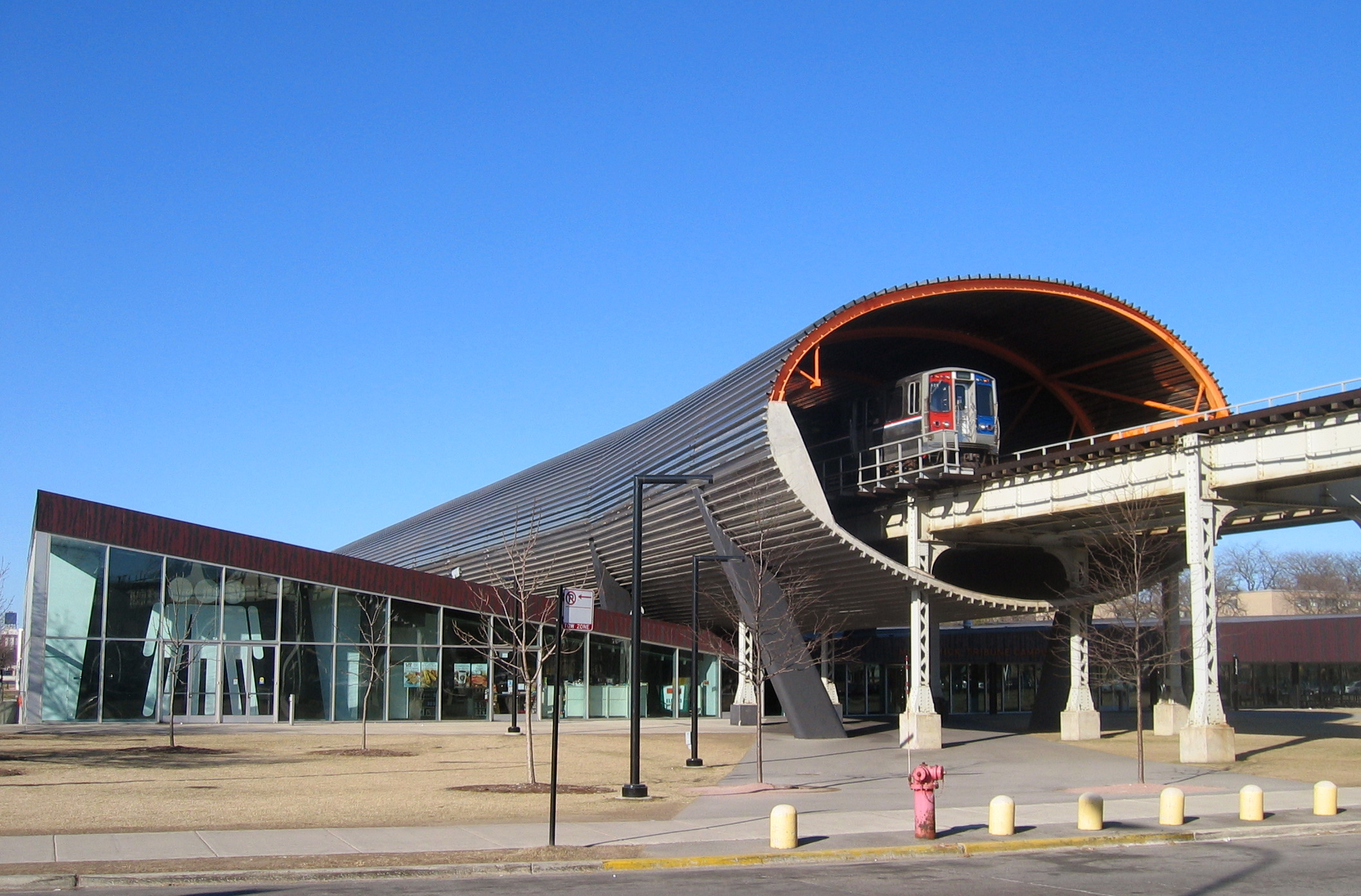
McCormick Tribune Campus Center

Illinois Institute of Technology (zkráceně IIT, česky Illinoiský technologický institut) je technická vysoká škola v Chicagu, která byla založena roku 1890. Vzdělává se na ní průměrně 6500 studentů v oborech matematiky, inženýrství, architektury, psychologie, komunikace, informační technologie, průmyslové technologie, designu, ekonomie a práva.
Areál IIT, který leží na jih od Chicaga ve státě Illinois byl prvním kampusem svého druhu v USA. Byl navržen a realizován v roce 1938 Ludwigem Miesem van der Rohe. Doposud je jeho architektonický koncept příkladem pro ostatní kampusy. Na začátku 21. století byl kampus rozšířen o budovu McCormick Tribune Campus Center (MTCC) od Rema Koolhaase.

## Významní absolventi
- Valdas Adamkus – litevský prezident
- Sidney Coleman – teoretický fyzik
- James Ingo Freed – architekt,
- Hans Hollein – rakouský architekt a designér
- Jan Lorenc – polsko-americký autor a designér
- Grote Reber – radioastronom
- Vincent Sarich – antropolog
- Jack Steinberger – laureát Nobelovy ceny za fyziku (1988)

## Významní vyučující
- Leon Max Lederman – nositel Nobelovy ceny za fyziku (1988)
- László Moholy-Nagy – malíř, profesor školy Bauhaus (výtvarná škola)
- Karl Menger – matematik
- Ludwig Mies van der Rohe – architekt, autor vily Tugendhat v Brně
- Herbert A. Simon – nositel Nobelovy ceny za ekonomii (1978)